# Lewis Nunatak
Lewis Nunatak är en nunatak i Antarktis. Den ligger i Västantarktis. Chile gör anspråk på området. Toppen på Lewis Nunatak är 1 862 meter över havet.
Terrängen runt Lewis Nunatak är huvudsakligen platt, men åt nordost är den kuperad. Trakten är obefolkad. Det finns inga samhällen i närheten.